# Sacha-Jacuzia al Turkvision Song Contest
La Sacha-Jacuzia ha partecipato a 3 edizioni del Turkvision Song Contest a partire dal debutto del concorso nel 2013 e non partecipando soltanto nell'edizione del 2015. La rete che cura le varie partecipazioni è la VGTRK. Nel 2020 raggiunge il suo miglior risultato arrivando 2º.

## Partecipazioni
- Primo posto
- Secondo posto
- Terzo posto
- Ultimo posto

| Anno                            | Artista                    | Brano               | Posizione           | Punti               | Note                |
| ------------------------------- | -------------------------- | ------------------- | ------------------- | ------------------- | ------------------- |
| 2013                            | Olga Spiridonova (Nika)    | "Kötütüöm"          | -                   | -                   | [ 1 ]               |
| 2014                            | Vladlena Ivanova (Sakhaya) | "Kyn"               | 7°                  | 183                 |                     |
| Nessuna partecipazione nel 2015 |                            |                     |                     |                     |                     |
| 2017                            | Alseda Seydaliyeva         | Edizione cancellata | Edizione cancellata | Edizione cancellata | Edizione cancellata |
| 2020                            | Umsuura                    | Mokhsoğollor        | 2°                  | 204                 |                     |